# كورتافون (أين)
كورتافون (بالفرنسية: Curtafond)‏ هي بلدية فرنسية تقع في إقليم الأين في فرنسا. رمز إنسي لها هو:1140. أما الرمز البريدي لها فهو: 1310.